# Matriz nilpotente
Em álgebra linear, uma matriz nilpotente é uma matriz quadrada N tal que
{\displaystyle N^{k}=0}
para algum número inteiro positivo {\displaystyle k.} O menor valor {\displaystyle k} satisfazendo a condição anterior é chamado de índice de {\displaystyle N,}  e às vezes de grau de {\displaystyle N.}
Mais geralmente, uma transformação nilpotente é uma transformação linear {\displaystyle L} de um espaço vetorial tal que {\displaystyle L^{k}=0} para algum número inteiro positivo {\displaystyle k} (e assim, {\displaystyle L^{j}=0} para todo {\displaystyle j\geq k}) Ambos os conceitos são casos especiais de um conceito mais geral de nilpotência que se aplica a elementos de anéis.

## Exemplos

### Exemplo 1
A matriz
{\displaystyle A={\begin{bmatrix}0&1\\0&0\end{bmatrix}}}
é nilpotente com índice 2, uma vez que{\displaystyle A^{2}=0.}

### Exemplo 2
Mais geralmente, qualquer matriz triangular de ordem {\displaystyle n} com zeros ao longo da diagonal principal é nilpotente, com índice {\displaystyle \leq n.} Por exemplo, a matriz
{\displaystyle B={\begin{bmatrix}0&2&1&6\\0&0&1&2\\0&0&0&3\\0&0&0&0\end{bmatrix}}}
é nilpotente, com
{\displaystyle B^{2}={\begin{bmatrix}0&0&2&7\\0&0&0&3\\0&0&0&0\\0&0&0&0\end{bmatrix}};\ :B^{3}={\begin{bmatrix}0&0&0&6\\0&0&0&0\\0&0&0&0\\0&0&0&0\end{bmatrix}};\ :B^{4}={\begin{bmatrix}0&0&0&0\\0&0&0&0\\0&0&0&0\\0&0&0&0\end{bmatrix}}.}
O índice de {\displaystyle B} é, portanto, igual 4.

### Exemplo 3
Embora os exemplos acima tenham um grande número de entradas nulas, uma matriz nilpotente típica não tem. Por exemplo,
{\displaystyle C={\begin{bmatrix}5&-3&2\\15&-9&6\\10&-6&4\end{bmatrix}}\qquad C^{2}={\begin{bmatrix}0&0&0\\0&0&0\\0&0&0\end{bmatrix}}}
embora a matriz não tenha entradas nulas.

### Exemplo 4
Além disso, quaisquer matrizes da forma
{\displaystyle {\begin{bmatrix}a_{1}&a_{1}&\cdots &a_{1}\\a_{2}&a_{2}&\cdots &a_{2}\\\vdots &\vdots &\ddots &\vdots \\-a_{1}-a_{2}-\ldots -a_{n-1}&-a_{1}-a_{2}-\ldots -a_{n-1}&\ldots &-a_{1}-a_{2}-\ldots -a_{n-1}\end{bmatrix}}}
{\displaystyle {\begin{bmatrix}5&5&5\\6&6&6\\-11&-11&-11\end{bmatrix}}}
ou
{\displaystyle {\begin{bmatrix}1&1&1&1\\2&2&2&2\\4&4&4&4\\-7&-7&-7&-7\end{bmatrix}}}
têm quadrado nulo.

### Exemplo 5
Talvez alguns dos exemplos mais marcantes de matrizes nilpotentes sejam as matrizes quadradas  {\displaystyle n\times n} da forma:
{\displaystyle {\begin{bmatrix}2&2&2&\cdots &1-n\\n+2&1&1&\cdots &-n\\1&n+2&1&\cdots &-n\\1&1&n+2&\cdots &-n\\\vdots &\vdots &\vdots &\ddots &\vdots \end{bmatrix}}}
As primeiras de tais matrizes são as seguintes:
{\displaystyle {\begin{bmatrix}2&-1\\4&-2\end{bmatrix}}\qquad {\begin{bmatrix}2&2&-2\\5&1&-3\\1&5&-3\end{bmatrix}}\qquad {\begin{bmatrix}2&2&2&-3\\6&1&1&-4\\1&6&1&-4\\1&1&6&-4\end{bmatrix}}\qquad {\begin{bmatrix}2&2&2&2&-4\\7&1&1&1&-5\\1&7&1&1&-5\\1&1&7&1&-5\\1&1&1&7&-5\end{bmatrix}}\qquad \ldots }
Essas matrizes são nilpotentes, mas não há qualquer entrada nula em nenhuma potência com expoente menor do que o índice.

## Caracterização
Para uma matriz {\displaystyle N} quadrada, de ordem {\displaystyle n\times n,} com entradas reais (ou complexas), as seguintes afirmações são equivalentes:
- {\displaystyle N}é nilpotente.
- O polinômio característico de {\displaystyle N} é{\displaystyle \det \left(xI-N\right)=x^{n}.}
- O polinômio minimal de {\displaystyle N} é {\displaystyle x^{k}} para algum número inteiro positivo {\displaystyle k\leq n.}
- O único autovalor complexo de {\displaystyle N} é 0.
- tr(Nk) = 0 para todo {\displaystyle k>0.}

O último teorema é verdadeiro para matrizes sobre qualquer corpo de característica 0, ou de característica suficientemente grande. (cf. Identidades de Newton)
Este teorema tem várias consequências, incluindo:
- O índice de um{\displaystyle n\times n} matriz nilpotente de ordem n é sempre menor ou igual a{\displaystyle n} n. Por exemplo, toda matriz nilpotente de ordem {\displaystyle 2\times 2} tem quadrado nulo.
- O determinante e o traço de uma matriz nilpotente são sempre zero. Consequentemente, uma matriz nilpotente não pode ser invertida.
- A única matriz diagonalizável nilpotente é a matriz nula.

## Classificação
Considere a matriz de deslocamento:
{\displaystyle S={\begin{bmatrix}0&1&0&\ldots &0\\0&0&1&\ldots &0\\\vdots &\vdots &\vdots &\ddots &\vdots \\0&0&0&\ldots &1\\0&0&0&\ldots &0\end{bmatrix}}.}
Essa matriz tem 1s ao longo da superdiagonal e 0s em todas as outras entradas. Como uma transformação linear, a matriz de deslocamento "desloca" os componentes de um vetor uma posição para a esquerda, com um zero aparecendo na última posição:
{\displaystyle S(x_{1},x_{2},\ldots ,x_{n})=(x_{2},\ldots ,x_{n},0).}
Esta matriz é nilpotente com grau {\displaystyle n}, e é a matriz nilpotente canônica.
Especificamente, se {\displaystyle N} é qualquer matriz nilpotente, então {\displaystyle N} é semelhante a uma matriz diagonal em blocos da forma
{\displaystyle {\begin{bmatrix}S_{1}&0&\ldots &0\\0&S_{2}&\ldots &0\\\vdots &\vdots &\ddots &\vdots \\0&0&\ldots &S_{r}\end{bmatrix}}}
em que cada um dos blocos {\displaystyle S_{1},S_{2},\ldots ,S_{r}} é uma matriz de deslocamento (possivelmente de tamanhos diferentes). Essa forma é um caso especial da forma canônica de Jordan para matrizes.
Por exemplo, qualquer matriz nilpotente não nula de ordem 2 × 2 é semelhante à matriz
{\displaystyle {\begin{bmatrix}0&1\\0&0\end{bmatrix}}.}
Em outras palavras, se {\displaystyle N} é qualquer matriz 2 × 2 nilpotente não nula, então existe uma base b1, b2 de modo que Nb1 = 0 e Nb2 = b1 .
Este teorema de classificação vale para matrizes sobre qualquer corpo. (Não é necessário que o corpo seja algebricamente fechado.)

## Bandeira de subespaços
Uma transformação nilpotente {\displaystyle L} em {\displaystyle \mathbb {R} ^{n}} determina naturalmente uma bandeira de subespaços
{\displaystyle \{0\}\subset \ker L\subset \ker L^{2}\subset \ldots \subset \ker L^{q-1}\subset \ker L^{q}=\mathbb {R} ^{n}}
e uma assinatura
{\displaystyle 0=n_{0}<n_{1}<n_{2}<\ldots <n_{q-1}<n_{q}=n,\qquad n_{i}=\dim \ker L^{i}.}
A assinatura caracteriza {\displaystyle L} salvo por uma transformação linear invertível. Além disso, ela satisfaz as desigualdades
{\displaystyle n_{j+1}-n_{j}\leq n_{j}-n_{j-1},\qquad {\mbox{para todo }}j=1,\ldots ,q-1.}
Reciprocamente, qualquer sequência de números naturais que satisfaça essas desigualdades é a assinatura de alguma transformação nilpotente.

## Propriedades adicionais
- Se {\displaystyle N} é nilpotente, então {\displaystyle I+N} e {\displaystyle I-N} são invertíveis, onde {\displaystyle I} é a matriz identidade. Os inversos são dados por{\displaystyle {\begin{aligned}(I+N)^{-1}&=\displaystyle \sum _{m=0}^{\infty }\left(-N\right)^{m}=I-N+N^{2}-N^{3}+N^{4}-N^{5}+N^{6}-N^{7}+\cdots ,\\(I-N)^{-1}&=\displaystyle \sum _{m=0}^{\infty }N^{m}=I+N+N^{2}+N^{3}+N^{4}+N^{5}+N^{6}+N^{7}+\cdots \\\end{aligned}}}Desde que {\displaystyle N} seja nilpotente, ambas as somas convergem, visto que apenas um número finito de termos é diferente de zero.
- Se {\displaystyle N} é nilpotente, então {\displaystyle \det(I+N)=1,} em que {\displaystyle I} denota a {\displaystyle n\times n}matriz identidade. Por outro lado, se {\displaystyle A} é uma matriz e {\displaystyle \det(I+tA)=1} para todos os valores de {\displaystyle t,} então{\displaystyle A} é nilpotente. Na verdade, como {\displaystyle p(t)=\det(I+tA)-1} é um polinômio de grau{\displaystyle n} n, é suficiente que isso valha para {\displaystyle n+1} valores distintos de {\displaystyle t.}
- Toda matriz singular pode ser escrita como um produto de matrizes nilpotentes.[7]
- Uma matriz nilpotente é um caso especial de uma matriz convergente.

## Generalizações
Um operador linear {\displaystyle T} é localmente nilpotente se para cada vetor {\displaystyle v,} existe algum {\displaystyle k\in \mathbb {N} } tal que
{\displaystyle T^{k}(v)=0.}
Para operadores em um espaço vetorial de dimensão finita, a nilpotência local é equivalente à nilpotência.